# Лев Полугаевски
Лев Полугаевски (на руски: Лев Абрамович Полугаевский) е руски шахматист, международен гросмайстор от 1962 г. Първо се състезава за Съветския съюз, а по-късно след разпадането му, от името на Русия. От края на Втората световна война до средата на 80-те е един от най-силните шахматисти в света. Виден шахматен теоретик и литератор. Женен. Погребан е на гробището Монпарнас в Париж.

## Шахматна кариера
Полугаевски е два пъти шампион на Съветския съюз – 1967 и 1969 г., съответно на 35-ото и 36-ото първенство. През 1967 г. разделя титлата с Михаил Тал. На следващото първенство Полугаевски, след изиграването на всички партии, има еднакъв брой точки със сънародника си Александър Зайцев. Играе се допълнителен мач от шест партии, който е спечелен от Полугаевски с 3,5:2,5. На 37-ия шампионат на СССР, Полугаевски пак завършва с равни точки с Тигран Петросян, но губи допълнителния мач от 5 партии с 3,5:1,5, в полза на 9–ия световен шампион.
Участник е в мача, игран между Съветския съюз и Сборен отбор на останалия свят, проведен в Белград през 1970 г. Играе на четвърта дъска, като постига три ремита и загуба (1,5:2,5) срещу Властимил Хорт.
Участва в седем междузонални турнира: Палма де Майорка (1970, 9 – 10 м.), Петрополис (1973, 2 – 4 м., но накрая заема 2 м. след допълнителни мачове), Манила (1976, 2 – 3 м.), Рига (1979, 2 м.), Толука (1982, 4 – 7 м.), Бил (1985, 7 – 9 м.) и Загреб (1987, 8 – 11 м.). Играл е 5 мача на претендентите за световната титла.
През 1985 г. участва на световното отборно първенство в Люцерн през 1985 г. Тогава играе като втора резерва с ЕЛО-коефициент 2600. Изиграва 7 партии и постига 5,5 точки (4+ 0– 3=). Отборът му заема първо място в крайното класиране, а Полугаевски получава индивидуален златен медал за доброто си представяне като втора резерва.
Полугаевски също е изтъкнат шахматен теоретик. През годините на своята шахматна кариера, внимателно изучава отделните компоненти на шахматната игра. Най-сериозно внимание обръща на дебютите. Разработва собствен вариант в Сицилианска защита, наречен естествено вариант „Полугаевски“. Ходовете са: 1. е2-e4 c7-c5 2. Кg1-f3 d7-d6 3. d2-d4 c5:d4 4. Кf3:d4 Кg8-f6 5. Kb1-c3 a7-a6 6. Ос1-g5 e7-e6 7. f2-f4 b7-b5.
Последните 6 години от живота си прекарва във Франция. Почива в Париж на 30 август 1995 с последния си магнитен шах в ръцете. Фигурите са подредени в изходната позиция на изобретения от него вариант „Полугаевски“ на Сицилианска защита. Погребан е в гробището Монпарнас, недалече от гроба на Александър Алехин.

## Турнирни победи
- 1959 – Марианске Лазне
- 1962 – Мар дел Плата
- 1963 – Сочи
- 1964 – Сараево (на турнира „Босна“ заедно с Волфганг Улман)
- 1966 – Бевервайк
- 1970 – Амстердам (на турнира „IBM“ заедно с Борис Спаски)
- 1971 – Мар дел Плата, Скопие
- 1972 – Кисловодск, Амстердам
- 1974 – Сочи, Золинген
- 1975 – Будапеща (заедно с Ласло Сабо и Марк Тайманов)
- 1976 – Сочи
- 1979 – Вайк ан Зее
- 1982 – Манила
- 1988 – Хенинг

## Участия на шахматни олимпиади
Има седем участия на шахматни олимпиади. Изиграва 76 партии и печели 54,5 точки (37+ 4– 35=). Побеждава шахматисти като Анатолий Леин, Властимил Янса и постига ремита срещу Золтан Рибли, Майкъл Стийн, Джонатан Спилман. На олимпиадите изиграва пет партии срещу български шахматисти. Постига победи срещу Никола Пъдевски (1966) и Евгени Ерменков (1978) и ремита срещу Георги Трингов (1970, 1980) и Кирил Георгиев (1984). Носител е на шест златни и сребърен отборни медали и има четири индивидуални медали – три сребърни (1966, 1968 и 1978) и бронзов (1970).
| Година | Организатор  | Отбор | Класиране (отборно) | Дъска         |
| 1966   | Хавана       | СССР  | 1                   | Втора резерва |
| 1968   | Лугано       | СССР  | 1                   | Първа резерва |
| 1970   | Зиген        | СССР  | 1                   | Четвърта      |
| 1978   | Буенос Айрес | СССР  | 2                   | Трета         |
| 1980   | Ла Валета    | СССР  | 1                   | Втора         |
| 1982   | Люцерн       | СССР  | 1                   | Трета         |
| 1984   | Солун        | СССР  | 1                   | Втора         |

## Участия на европейски отборни първенства
Полугаевски има шест участия на европейски отборни първенства. На това съревнование той изиграва 39 игри и постига 27 точки (19+ 4– 16=). Има четири сблъсъка с български шахматисти. През 1970 г. губи от Пъдевски, а 1980, 1983 и 1989 г. завършва съответно реми с Иван Радулов|Радулов, Трингов и Крум Георгиев. И в шестте си участия съветският шахматист печели златни отборни медали. Към тази колекция добавя три златни индивидуални, с които е награден през годините 1961, 1970 и 1980.
| Година | Организатор | Отбор | Класиране (отборно) | Дъска    |
| 1961   | Оберхаузен  | СССР  | 1                   | Девета   |
| 1970   | Капфенберг  | СССР  | 1                   | Трета    |
| 1977   | Москва      | СССР  | 1                   | Трета    |
| 1980   | Скара       | СССР  | 1                   | Четвърта |
| 1983   | Пловдив     | СССР  | 1                   | Втора    |
| 1989   | Хайфа       | СССР  | 1                   | Шеста    |